# Daniel Carney
Daniel Carney (Beirute, 1 de janeiro de 1944 - Harare, 9 de janeiro de 1987) foi um romancista rodesiano. Três dos seus romances foram transformados em filmes. Ele era irmão de Erin Pizzey, também escritor.

## Biografia
Daniel Carney nasceu em Beirute em 1944, filho de um diplomata britânico. Em 1963, estabeleceu-se na Rodésia do Sul (em breve renomeada para Rodésia) e juntou-se à Polícia Britânica da África do Sul (BSAP), onde trabalhou por três anos e meio. Em 1968, ele co-fundou os agentes imobiliários Fox e Carney em Salisbury, na Rodésia. Ele morreu de cancro em 1987.
Após a sua morte, os direitos de propriedade dos seus romances e dos filmes baseados neles passaram para a sua família. Eles consistentemente retiveram a permissão para reproduzir os romances de Daniel e se opuseram ao relançamento ou à venda dos filmes baseados nos romances. Em 2005, a Tango Entertainment lançou uma edição de 30 anos do The Wild Geese (1978). O filme foi prejudicado pelo colapso da sua distribuidora americana, a Allied Artists. Como resultado, o filme foi distribuído apenas parcialmente nos Estados Unidos, onde foi uma decepção de bilheteira, apesar de ser o décimo quarto filme de maior bilheteira, em todo o mundo, de 1978.

## Obras publicadas
- The Whispering Death (1969). [S.l.: s.n.] ISBN 0-552-11353-0, ambientado na Rodésia, foi adaptado como um filme de 1976 intitulado Whispering Death.[5]
- The Wild Geese (1977). [S.l.: s.n.] ISBN 0-552-10869-3  (originalmente intitulado The Thin White Line ), ambientado no Congo, foi adaptado como o filme The Wild Geese (1978), com roteiro de Reginald Rose (autor de 12 Angry Men).[6]
- Under a Raging Sky (1980). [S.l.: s.n.], é definido na Rodésia. Os seus direitos cinematográficos foram escolhidos por Euan Lloyd, produtor de The Wild Geese e Wild Geese II, mas o projeto não foi filmado.[7]
- The Square Circle (1982). [S.l.: s.n.] ISBN 0-553-25380-8, ambientado na Alemanha e reeditado como The Wild Geese II e O Retorno dos Gansos Selvagens, foi adaptado como um filme intitulado Wild Geese II (1985).[8]
- Macau (1985). [S.l.: s.n.] ISBN 0-917657-10-1, situado em Macau.[9]